# Secretum
Il Secretum o De secreto conflictu curarum mearum ("Riguardo al segreto conflitto delle mie angosce"; è il titolo, non d'autore, tratto dalla frase finale dell'opera) è un'opera in prosa latina scritta da Francesco Petrarca.

## Storia
Viene scritta tra il 1347 e il 1353 ed è ambientata tra il 1342/43.
Alla fine del proemio l'autore esprime il desiderio che questo suo diario rimanga segreto (da cui appunto il nome all'opera), lontano da occhi indiscreti. E così fu: il "libretto" rimase ignoto eccetto agli amici più stretti come Boccaccio. Esso fu divulgato solo fra il 1378 ed il 1379 grazie al monaco fiorentino Tedaldo della Casa.
Tuttavia il Secretum  non si presenta come un'opera frammentaria bensì con una struttura organica, ben definita e organizzata: sembrerebbe che l'autore avesse già pensato a una futura pubblicazione. Per cui, probabilmente, lo stesso autore cerca di portarci fuori strada facendoci pensare che esso sia un diario personale: in realtà egli aveva già pianificato tutto.

## Contenuto
Il Secretum può essere definito dunque come una sorta di "diario segreto", un diario intimo dove l'autore può esprimere apertamente, senza autodifese, il suo tormento interiore, l'inquietudine che logora la sua anima, i conflitti mai sopiti originati dal vizio dell'accidia che consiste nel conoscere il bene, nel sapere qual è la strada maestra ma senza aver la forza, la volontà e il coraggio di intraprenderla.
Petrarca adattò alla sua opera il dialogo platonico, di cui aveva notizie non dal testo originale in greco,  ma da quello latino di Cicerone: questo nuovo modo di scrivere avrà molta fortuna nel periodo umanistico-rinascimentale. Protagonisti di questo dialogo sono Petrarca e sant'Agostino al cospetto di una donna, la Verità (Veritas), che per tutto il tempo tace.
Petrarca sceglie come interlocutore Agostino, che aveva narrato nelle Confessioni il suo impetuoso cammino verso la conversione che presupponeva un distacco totale dalle passioni terrene.
Petrarca conosceva le Confessioni grazie alla copia che un suo caro amico, il monaco agostiniano Dionigi di Borgo San Sepolcro, gli aveva donato nel 1333. Tuttavia questa non è l'unica opera che ispira la stesura del Secretum: De consolatione philosophiae ("Il conforto della filosofia") di Severino Boezio e De tranquillitate animi ("La tranquillità dell'animo") di Seneca giocano un ruolo importante.
Il Secretum fonde spiritualità cristiana e conoscenza del mondo classico e quindi può essere considerato il testo dell’umanesimo cristiano petrarchesco. Sant’Agostino è l’interprete della spiritualità cristiana ascetica ma anche della cultura, è il punto di riferimento etico e filosofico ed è anche il fondatore della tradizione letteraria classico-cristiana che sta alla base dell'ispirazione petrarchesca.
Interessante è anche il dialogo intorno all'accidia, uno dei sette vizi capitali. Proprio su quest'ultimo si concentra l'autore. Egli è pervaso da una sorta di "inexpletum quiddam", dunque niente riesce a dare lui un senso di appagamento e di soddisfazione. La ricerca di una qualsiasi cosa per lui risulta essere particolarmente vana. Tuttavia questo stato al poeta piace, in quanto si è totalmente rassegnato a questa condizione. L'errore di Petrarca, quindi, consiste nel continuare a cercare la pace equiparando le cose vane terrene a quelle supreme celesti.

## Struttura
L'opera è strutturata in tre libri:
- Il primo libro tratta del male in generale e conclude, secondo il pensiero appunto agostiniano, che esso non esiste, ma è causato da un'insufficiente volontà di bene.
- Nel secondo libro vengono analizzati i sette peccati capitali e Sant'Agostino si sofferma proprio sull'accidia, il male che più tormenta il poeta.
- Nel terzo libro si esaminano altre due passioni del poeta, in particolare l'amore per Laura e l'amore per la gloria.